# Regeringen Orban I
Regeringen Orban I var Rumäniens regering mellan 4 november 2019 och 14 mars 2020. Det var en minoritetsregering bestående av Nationalliberala partiet (PNL) och leddes av premiärminister Ludovic Orban. Partierna Unionen Rädda Rumänien och Ungerska demokratiska unionen i Rumänien agerade stödpartier. Regeringen avsattes genom misstroendeförklaring och ersattes av regeringen Orban II.

## Sammansättning
| Bild | Titel                                                          | Namn                  | Parti | Parti     | Tillträdde      | Avgick       |
| ---- | -------------------------------------------------------------- | --------------------- | ----- | --------- | --------------- | ------------ |
|      | Premiärminister                                                | Ludovic Orban         |       | PNL       | 4 november 2019 | 14 mars 2020 |
|      | Vice premiärminister                                           | Raluca Turcan         |       | PNL       | 4 november 2019 | 14 mars 2020 |
|      | Utbildnings- och forskningsminister                            | Monica Anisie         |       | PNL       | 4 november 2019 | 14 mars 2020 |
|      | Minister för ekonomi, energi och affärsmiljö                   | Virgil-Daniel Popescu |       | PNL       | 4 november 2019 | 14 mars 2020 |
|      | Utrikesminister                                                | Bogdan Aurescu        |       | Oberoende | 4 november 2019 | 14 mars 2020 |
|      | Försvarsminister                                               | Nicolae Ciucă         |       | Oberoende | 4 november 2019 | 14 mars 2020 |
|      | Arbetsmarknads- och socialförsäkringsminister                  | Violeta Alexandru     |       | PNL       | 4 november 2019 | 14 mars 2020 |
|      | Minister för offentliga arbeten, utveckling och administration | Ion Ștefa             |       | PNL       | 4 november 2019 | 14 mars 2020 |
|      | Miljöminister                                                  | Costel Alexel         |       | PNL       | 4 november 2019 | 14 mars 2020 |
|      | Transport-, informations- och kommunikationsminister           | Lucian Bode           |       | PNL       | 4 november 2019 | 14 mars 2020 |
|      | Finansminister                                                 | Florin Cîțu           |       | PNL       | 4 november 2019 | 14 mars 2020 |
|      | Justitieminister                                               | Cătălin Predoiu       |       | PNL       | 4 november 2019 | 14 mars 2020 |
|      | Jordbruksminister och minister för landsbygdsutveckling        | Nechita-Adrian Oros   |       | PNL       | 4 november 2019 | 14 mars 2020 |
|      | Inrikesminister                                                | Marcel Vela           |       | PNL       | 4 november 2019 | 14 mars 2020 |
|      | Minister för europeiska fonder                                 | Ioan-Marcel Boloș     |       | PNL       | 4 november 2019 | 14 mars 2020 |
|      | Kulturminister                                                 | Bogdan Gheorghiu      |       | PNL       | 4 november 2019 | 14 mars 2020 |
|      | Ungdoms- och idrottsminister                                   | Ionuț Stroe           |       | PNL       | 4 november 2019 | 14 mars 2020 |